# Peter Vogel (Regisseur)
Peter Vogel (* 19. Juli 1938 in Berlin) ist ein deutscher Filmregisseur.

## Leben
Peter Vogel wurde 1938 als Sohn der Schauspielerin Ellinor Vogel und des Journalisten Alex Vogel in Berlin geboren.
Ab Mitte der 1970er Jahre war er fürs Fernsehen der DDR als Regisseur aktiv, wobei er zahlreiche Folgen der beiden Serien Polizeiruf 110 und Der Staatsanwalt hat das Wort drehte. Nach der Wende führte er Regie bei Fernsehproduktionen wie Der Bergdoktor, Alarm für Cobra 11 – Die Autobahnpolizei und In aller Freundschaft.
Er war mehrere Jahre mit der Primaballerina und Choreographin Jutta Deutschland verheiratet.

## Filmografie (Auswahl)
- 1974: Siebzehn Brote (Fernsehfilm)
- 1976: Ein verdammt schöner Tag (Fernsehfilm)
- 1976: Der Staatsanwalt hat das Wort: Ich hab’ nichts anzuziehen
- 1976: Polizeiruf 110: Bitte zahlen
- 1977: Polizeiruf 110: Die Abrechnung
- 1977: Der Staatsanwalt hat das Wort: Wenig gebraucht – fast neu
- 1978: Polizeiruf 110: Bonnys Blues
- 1979: Polizeiruf 110: Tödliche Illusion
- 1979: Die Birke da oben (Fernsehfilm)
- 1981: Polizeiruf 110: Vergeltung?
- 1981: Polizeiruf 110: Alptraum
- 1981: Der Leutnant Yorck von Wartenburg (Fernsehfilm)
- 1981: Polizeiruf 110: Der Schweigsame
- 1982: Der Staatsanwalt hat das Wort: Ich bin Joop van der Dalen (Fernsehreihe)
- 1983: Die traurige Geschichte von Friedrich dem Großen (Theateraufzeichnung)
- 1983: Polizeiruf 110: Auskünfte in Blindenschrift
- 1983: Alfons Köhler (Fernsehfilm)
- 1984: Die Zeit der Einsamkeit
- 1984: Der Staatsanwalt hat das Wort: Wer bist du?
- 1985: Außenseiter
- 1986: Kalter Engel
- 1987: Die erste Reihe (Fernsehfilm)
- 1987: Polizeiruf 110: Im Kreis
- 1987: Der Staatsanwalt hat das Wort: Unbefleckte Empfängnis
- 1988: Schlaft nicht daheim (Fernsehfilm)
- 1989: Der Mantel des Ketzers (Fernsehfilm)
- 1990: Der kleine Herr Friedemann (Fernsehfilm)
- 1990: Selbstversuch (Fernsehfilm)
- 1991: Polizeiruf 110: Ein verhängnisvoller Verdacht
- 1992: Frank und Robert (Fernsehfilm)
- 1993–1994: Der Bergdoktor (Fernsehserie, vier Episoden)
- 1995: Der Mond scheint auch für Untermieter (Fernsehserie, eine Episode)
- 1996: Bruder Esel (Fernsehserie, vier Episoden)
- 1996–1997: Alarm für Cobra 11 – Die Autobahnpolizei (Fernsehserie, neun Episoden)
- 1997: Tatort: Der Tod spielt mit
- 1998: Tatort: Tanz auf dem Hochseil
- 1999: Einfach raus
- 1999–2007: In aller Freundschaft (Fernsehserie, 89 Episoden)